# 内藤洋子 (エッセイスト)
内藤 洋子（ないとう ようこ、旧姓：平野。1949年12月3日 - ）は、愛知県在住のエッセイストであり、元プロ野球選手・平野謙の実姉。義妹は元タレントの秋本理央、甥（弟の子）は俳優の平野潤也。

## 来歴・人物
愛知県名古屋市出身。10代で両親を亡くしたため、高校に在学しながら家業の金物店の経営を引き継ぎ、自身と実弟の生計を立てる。金物店の廃業後は職を転々としたのち夫と喫茶店を経営。その一方で40歳から文筆業を始め、デビュー作はNHKドラマにて実写化された。現在は全国各地での講演活動、エッセイ執筆、中日新聞でコラムを執筆している。日本ペンクラブ会員。日本エッセイストクラブ会員。エッセイ講座講師。

## 著作
- 『わが故郷は平野金物店』（エフエー出版）※NHKテレビで「ようこそ青春金物店」として連続ドラマ化（平成8年）
- 『おんな三四郎83歳宙をとぶ　女性黒帯第一号、小崎甲子の柔道一直線』（エフエー出版）※毎日放送でラジオドラマに
- 『夢さえあれば』（KTC中央出版）
- 『握手して下さい』（KTC中央出版）
- 『心はどこへでも』（エフエー出版）
- 『ココロはいつもわはは色』（JA家の光協会）
- 『チャンスはどこにでも』（日本経営協会総合研究所）
- 『あ、これならわかる　自分史の書き方』（KTC中央出版）
- 『女のモノサシ』（中日新聞社）
- 『雲ひとつあり』（ゆいぽおと）